# Хехајнед
Хехајнед (њем. Höheinöd) општина је у њемачкој савезној држави Рајна-Палатинат. Једно је од 84 општинска средишта округа Југозападни Палатинат. Према процјени из 2010. у општини је живјело 1.223 становника. Посједује регионалну шифру (AGS) 7340022.

## Географски и демографски подаци
Хехајнед се налази у савезној држави Рајна-Палатинат у округу Југозападни Палатинат. Општина се налази на надморској висини од 390–407 метара. Површина општине износи 10,9 km². У самом мјесту је, према процјени из 2010. године, живјело 1.223 становника. Просјечна густина становништва износи 113 становника/km².